# Medlog
Medlog – wieś w Słowenii, w gminie miejskiej Celje. W 2018 roku liczyła 322 mieszkańców. 